# Ернст Аббе
Ернст А́ббе (нім. Ernst Karl Abbe; 23 січня 1840, Айзенах — 14 січня 1905, Єна) — німецький фізик-оптик, творець теорії формування зображень у мікроскопі і технології важливих розділів оптико-механічної промисловості.

## Життєпис
Народився 23 січня 1840 року в місті Айзенасі в Тюрингії (нині Німеччина). Закінчив класичну гімназію і вступив до Єнського університету, навчався також в Геттінгені. У числі його вчителів були математик Бернгард Ріман та фізик Вільгельм Едуард Вебер. У березні 1861 року захистив дисертацію в Геттінгенському університеті і протягом двох років викладав фізику у Фізичному товаристві Франкфурта-на-Майні, давав приватні уроки. У 1863 році отримав посаду приват-доцента, лектора з математики, фізики та астрономії в Єнському університеті.
У 1866 році Карл Цайс запропонував співпрацю молодому фізику. Він хотів поставити виробництво мікроскопів та інших оптичних приладів на потік і вважав за необхідне створити наукові основи приладобудування. Аббе прийняв запрошення. Розроблена ним теорія формування зображень несамосвітних об'єктів включала найважливіший принцип — «умову синусів», яка пов'язана з обмеженнями на співвідношення фокусних відстаней об'єктиву і окуляра і довжину трубки мікроскопа. Аббе ввів поняття «числової апертури», що зв'язує справжню апертуру об'єктиву з показником заломлення скла і довжиною хвилі випромінювання. Обидва ці принципи виявилися справедливими стосовно до електронних мікроскопів, створених у 1930-х роках.
Сконструював низку оптичних приладів: в 1867 році — фокометр (прилад для вимірювання фокусних відстаней), в 1869 році — апертометр (прилад для вимірювання апертури) і рефрактометр (вимірювач показника заломлення), які й нині носять його ім'я. Активно займався також виготовленням оптичних скелець. У 1874 році створив низку нових марок оптичного скла, в 1879 році познайомився з фахівцем зі скла Шоттом і в 1884 році спільно з ним та Цайсом заснував склохімічну лабораторію.
Успіхи Аббе в розробці теорії практично придатних оптичних приладів сприяли тому, що в 1876 році Цейс зробив його своїм повноправним партнером. Крім різних мікроскопів, підприємство випустило ряд інших приладів: пристрої для підсвітки до мікроскопа (в Англії такий пристрій називається просто «Аббе»), рефрактометри Аббе тощо. До 1886 року відноситься тріумф фірми — створення апохроматичних лінз, що носять назву конденсорів Аббе.
Після смерті Цейса в 1888 році і відходу з фірми його сина в 1891 році, Аббе став фактично господарем підприємства. Тут він знову проявив свої схильності до експериментування, заснувавши Товариство «Карл Цайс». Підприємство успішно розвивалося, а його статут, розроблений Аббе, згодом ліг в основу соціального законодавства Пруссії. Аббе заповів «Товариству» свої заощадження, а частину прибутку регулярно передавав університету Єни.

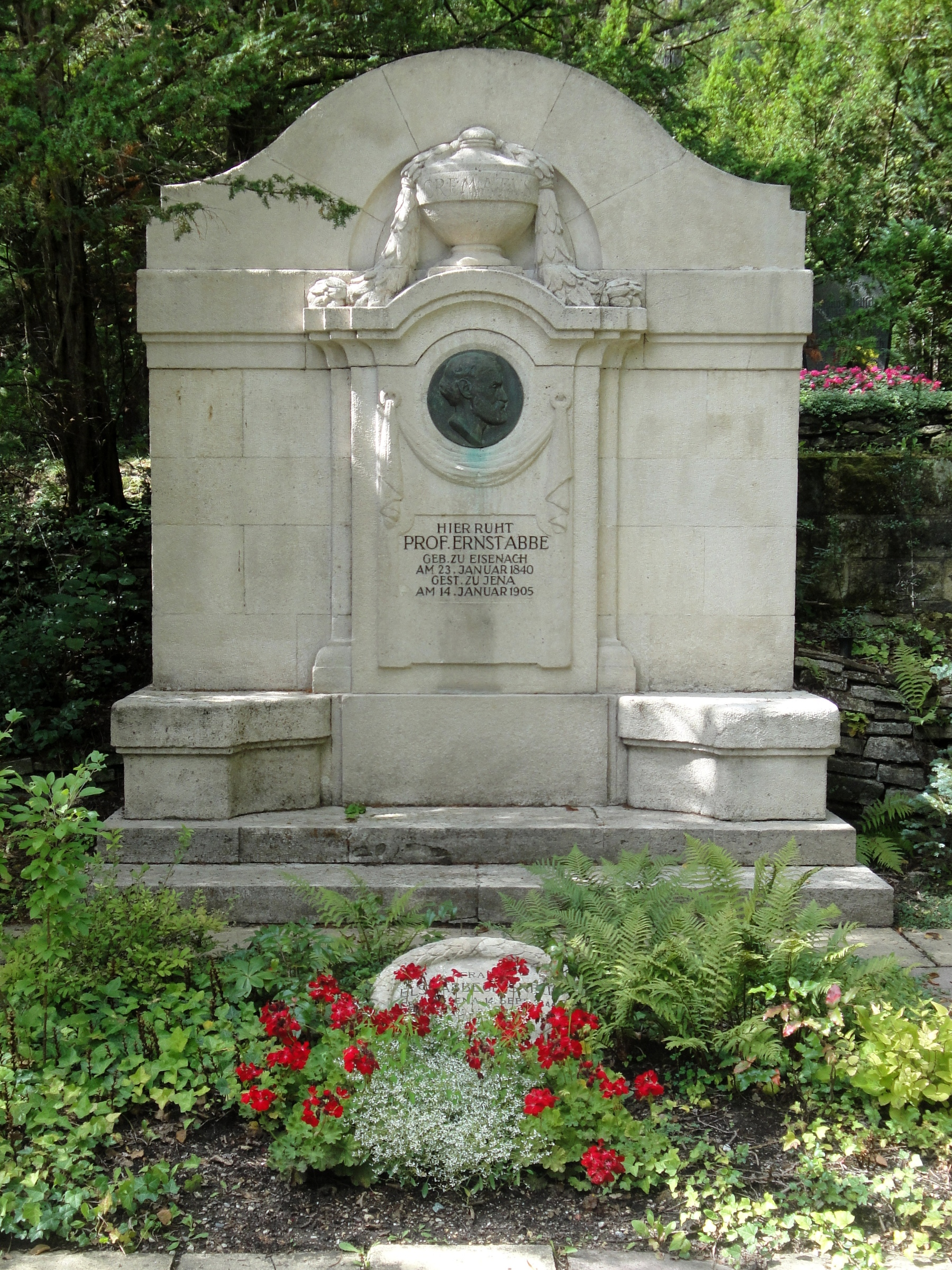
Надгробна стела.

Помер у Єні 14 січня 1905 року, де і похований на Північному цвинтарі.

## Титули та ступені
Удостоєний численних титулів і почесних ступенів. У 1873 році  обраний членом Академії натуралістів в Галле, у 1878 році — почесним членом Королівського товариства мікроскопістів у Лондоні, в 1879 році — почесним професором Єнського університету, в 1882 році — почесним членом Бельгійського товариства мікроскопістів у Брюсселі. У 1883 році університет Галле — Віттенберга присвоїв йому ступінь почесного доктора медицини, а в 1884 році король Пруссії нагородив орденом Білого Сокола 1-го ступеня. У 1896 році обраний членом-кореспондентом Академії наук в Берліні по відділенню фізики і математики; в 1899 році — членом Королівського фотографічного товариства Великої Британії; в 1900 році — іноземним членом-кореспондентом Австрійської академії наук у Відні; в 1901 році — почесним членом Саксонської академії наук і почесним членом Геттінгенської академії наук; членом-кореспондентом Комітету оптичних стандартів у Бірмінгемі; в 1903 році — почесним членом Товариства природознавства в Дрездені і почесним членом Королівського ордена науки і мистецтва в Баварії.

## Політичні погляди
He будучи соціал-демократом, був переконаний у необхідності співпраці всіх класів суспільства. Ставши в 1888 році єдиним власником фірми, перетворив її в підприємство, правління якого складалося з представників держави, міста Єни, університету і самих робітників. Детально і ретельно виклав в статуті мету і завдання підприємства, права і обов'язки всіх співробітників. Значне місце в статуті займали питання соціального характеру. Встановлювалися 8-годинний робочий день, 12-денна щорічна відпустка, пенсійне забезпечення тощо. Кожен службовець, від директора (самого Аббе) до робітника, отримував заробітну плату і частку від прибутку, відповідну його річному заробітку, але максимальний оклад будь-якого співробітника не повинен був перевищувати мінімальний більш ніж у десять разів. З прибутків підприємства відраховувалася значна частка на наукові дослідження, інші — на просвітницькі завдання, на забезпечення самого підприємства у разі несприятливого перебігу справ. За його життя і пізніше з цих фондів були побудовані фізична лабораторія для Єнського університету, що обійшлася йому в 500 тисяч марок, народний будинок з читальнями і залами для концертів та лекцій, зразкова міська бібліотека, дитяча лікарня, санаторій, стадіон, басейн, оптичний музей, планетарій, притулок для дітей робітників. З цих же коштів платилися великі суми лекторам «Народного університету». Підприємство «Карл Цейсс, Єна» стало для Єни «містотвірним».

## Праці
- «Neue Apparate zur Bestimmung d. Brechungs und Zerstreuungsvermögens fester und flussiger Körper» (8, Йена, 1874). (нім.)
- «Beiträge zur Theorie d. Mikroscops und mikroscopischer Wahrnehmungen» («Arch. Mikrosc. Anatomie», 1873, 9). (нім.)
- «Neue Beleuchtungs Apparate» (ib., 1873, 9). (нім.)
- «Relations of aperture and power of mikroscop» («Montly Microscop. Journal», 1882 и 1883). (англ.)

## Вшанування
- В оптиці на честь науковця названі число Аббе, призма Аббе, рефрактометр Аббе;
- У 1970 році Міжнародним астрономічним союзом ім'я вченого затверджено у назві одного із кратерів Місяця;
- Іменем Аббе назаний астероїд головного поясу — 5224 Аббе, відкритий 21 лютого 1982 року[5].